# Pelorus Linea
La Pelorus Linea è una struttura geologica della superficie di Europa.